# うたづ今昔ロマン街道
うたづ今昔ロマン街道（うたづこんじゃくロマンかいどう）は、香川県の宇多津町全体を対象としている日本風景街道のひとつで、この場合の街道とは特定の道を指す物ではなく、その地域ならではの自然・文化を活かし、景観の向上・地域活性化・観光振興などを行うとりくみのこと。瀬戸大橋を望むポイントである新市街と室町時代からの古刹と町家を有する古街を整備・保全し、イベント開催で交流人口の創出を図ることを目的とする。

## 概要
「うたづ今昔ロマン街道」は、2015年（平成27年）3月、国土交通省の日本風景街道に登録された。2015年現在、四国に15ある風景街道のひとつで、宇多津町全体を活動範囲とする。瀬戸内海の多島美などの自然のほか、古街（こまち）における古刹や町家などが見所である。活動主体は「うたづ今昔ロマン街道　推進協議会」。

## 沿道の見所
宇多津町
- 瀬戸大橋
- 瀬戸内海の多島美
- 古街（こまち）エリア

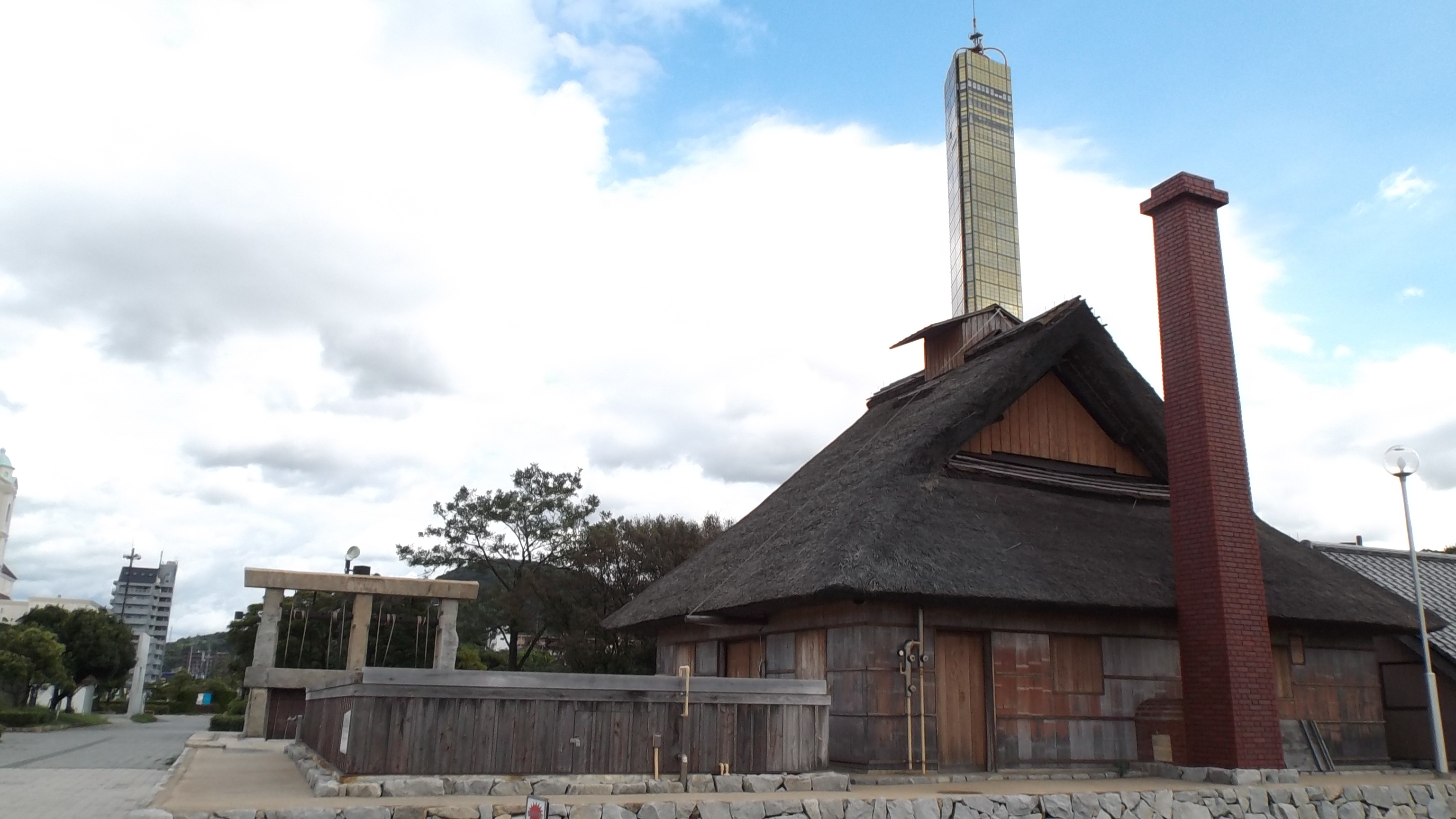
復元塩田とゴールドタワー

  - 1200年の歴史をもつ宇夫階(うぶしな)神社や四国八十八ヵ所霊場の第78番札所郷照寺や、古い日本家屋がある。

## 沿道の行事
- うたづの町家とおひなさん
  - 2004年に開始され、毎年３月上旬に開催。民家の玄関に明治からのひな人形が飾られる[2]。

## エリア内の道の駅
- 道の駅恋人の聖地 うたづ臨海公園